# NGC 6586
NGC 6586 is een spiraalvormig sterrenstelsel in het sterrenbeeld Hercules. Het hemelobject werd op 27 juli 1864 ontdekt door de Duitse astronoom Albert Marth.

## Synoniemen
- UGC 11164
- MCG 4-43-16
- ZWG 142.28
- IRAS 18114+2104
- PGC 61600